# Layoû
Le Layoû est un affluent droit du gave d'Oloron, entre l'Auronce et le Laüs, au nord d'Oloron-Sainte-Marie.

## Étymologie
Le nom du Layoû (/ lajũ / Oc Lajon ; L'Arriu deu Layoo (1391), lo Lajo, lo Layo et Layon) est indissociable de celui du village de Lay qu'il traverse.
Ce nom évoque les noms du Lay, fleuve Vendéen, et du Layon, affluent de la Loire en Anjou, mais leur étymologies sont distinctes.

## Géographie
De 17,2 km de longueur, le Layoû naît logiquement à Cap de Layoû, puis traverse le village de Lucq-de-Béarn. Il rejoint à Lay-Lamidou la plaine du gave d'Oloron, qu'il longe pour confluer à Jasses (au sud de Navarrenx).

## Département et communes traversés
Pyrénées-Atlantiques : Lucq-de-Béarn, Préchacq-Navarrenx, Lay-Lamidou, Dognen, Jasses.